# Hermogénès de Xanthos
Vous lisez un « bon article » labellisé en 2018.
Hermogénès fils d'Apollonios (grec ancien : Ἑρμογένης Ἀπολλωνίου), couramment appelé Hermogénès de Xanthos (grec ancien : Ἑρμογένης Ξάνθιος) devenu citoyen romain sous le nom de Titus Flavius Hermogénès (grec ancien : Τίτος Φλάουιος Ἑρμογένης), et également surnommé « le Cheval » (ὁ Ἵππος), est un athlète grec du Ier siècle apr. J.-C., originaire de la cité-État de Xanthos, en Lycie.
Spécialiste de course à pied, Hermogénès remporta trente-et-un titres lors des Jeux panhelléniques « périodiques », dont huit aux Jeux olympiques. Il se distingua aussi dans les nombreux concours isolympiques qui s'étaient alors multipliés. Il triompha ainsi à la course en armes aux jeux capitolins, lors de leur recréation à Rome par Domitien en 86. L'empereur lui aurait alors conféré la citoyenneté romaine pour le récompenser. Un monument commémoratif lui fut dédié, probablement dès 90, à l'entrée du Létoon de Xanthos, à une place d'honneur.

## Athlète
Hermogénès était le fils d'Apollonios selon l'inscription sur son monument commémoratif à Xanthos, ou fils de Démétrios selon l'inscription donnant la liste des vainqueurs aux Sebasta (les « Jeux Augustes ») de Néapolis ; selon Miranda de Martino qui a analysé cette dernière inscription, cette différence pourrait être expliquée par une adoption « romaine ». Hermogénès se spécialisa dans les épreuves de course à pied et s'illustra sur le stadion, d'une longueur d'un stade (environ 192 m), le diaulos, d'une longueur de deux stades (environ 384 m), et l'hoplitodromos, la course en armes d'une longueur de deux stades,.
Surnommé « le Cheval » (ὁ Ἵππος), Hermogénès remporta huit couronnes olympiques dans les années 80 ap. J.-C. Il fut « triastès » lors des 215e et 217e Jeux olympiques, en 81 et 89 ap. J.-C. grâce à sa victoire dans le stadion, le diaulos et l'hoplitodromos. Il ne remporta pas le stadion en 85, mais put cependant cette année-là conserver son titre dans les deux autres épreuves,,,,,,. Luigi Moretti suggère que des victoires sur des épreuves différentes comme le dolichos (course de fond) ou le pentathlon ne seraient cependant pas à exclure : un coureur de stadion, donc plutôt sprinteur, pourrait parfaitement en être capable.
Il est crédité de cinq victoires aux jeux pythiques, de neuf victoires aux jeux isthmiques et de neuf autres aux jeux néméens. Il remporta la course en armes aux jeux capitolins lors de leur recréation (sur le modèle des jeux olympiques) par Domitien à Rome en 86,,,. Dans les autres concours isolympiques, il remporta sept victoires (dites « boucliers ») aux Héraia d'Argos, cinq victoires aux jeux de Pergame (jeux du koinon d'Asie), cinq aux Balbillea (Éphèse), quatre aux Actia (Nicopolis), quatre aux Sebasta (les « Jeux Augustes ») de Néapolis, quatre aux jeux de Smyrne (jeux du koinon d'Asie), quatre aux jeux de Syrie, Cilicie et Phénicie (célébrés à Antioche dans le cadre du culte impérial), trois aux Sebasta d'Alexandrie, ainsi que lors de « nombreux autres concours »,,.
Hermogénès remporta la « course en armes à partir du trophée » aux Éleuthéries de Platées qui commémoraient la victoire de Platées en 479 av. J.-C. Cette épreuve était plus longue qu'un hoplitodromos habituel (deux stades), puisqu'elle se courait entre le trophée élevé sur le champ de bataille et l'autel de Zeus Eleuthérios (« Zeus libérateur ») dans la ville, soit une quinzaine de stades. Le vainqueur était qualifié de « meilleur parmi les Grecs »,,.

## Honneurs

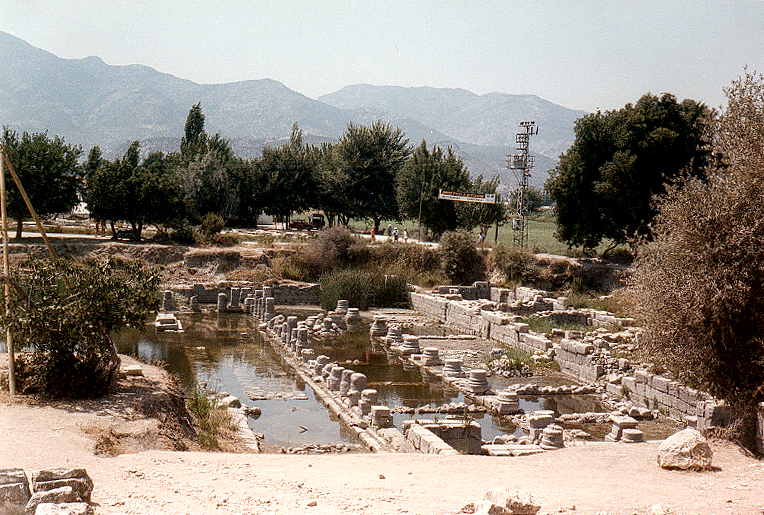
Un portique du Létoon de Xanthos près duquel se trouvait le monument commémoratif d'Hermogénès.

Hermogénès était citoyen de Xanthos. La citoyenneté romaine lui aurait été accordée pour le récompenser de sa victoire aux jeux capitolins par un des empereurs flaviens, probablement Domitien, comme le montre son choix de praenomen (Titus, un des prénoms de Domitien) et de gentilice (Flavius). Selon l'inscription sur le monument commémoratif au Létoon de Xanthos, Hermogénès était aussi citoyen de Patara (cité lycienne voisine de Xanthos à laquelle elle était très liée), d'Alexandrie (évoquée nommément car cité prestigieuse) ainsi que « dans l'ensemble des cités les plus éminentes de l'Asie et de la Grèce », très certainement en lien avec ses victoires lors des jeux organisés dans celles-ci ; les vainqueurs étaient en effet souvent faits citoyens de la ville organisatrice du concours,,.
Il portait aussi le titre de paradoxonikès, « vainqueur extraordinaire ». Ce terme désignait à l'origine un sportif ayant remporté la victoire alors que tout le donnait perdant. Il était surtout utilisé pour les athlètes qui avaient remporté le même jour lors des mêmes jeux la lutte et le pancrace, ce qui en faisait les successeurs d'Héraclès. Par extension, il s'appliqua aux sportifs ayant remporté deux ou trois victoires lors des mêmes jeux,,.
Un monument complexe honorant Hermogénès lui fut dédié, probablement dès 90, à l'entrée du Létoon de Xanthos à une place d'honneur. Le Létoon était le sanctuaire fédéral de la Confédération lycienne. Le monument, long de 3,60 mètres et haut d'environ 1 mètre à 1,40 mètre pour une largeur d'un peu plus de 90 centimètres, consistait en quatre socles inscrits, avec deux statues en bronze à chaque extrémité. La plus proche des propylées de l'entrée du sanctuaire représentait un athlète courant et accueillait de trois-quarts face le visiteur ou le pèlerin.
Après ses victoires, l'empereur le nomma xystarche à vie pour tous les jeux organisés dans sa Lycie natale,,. Cette charge, dont le nom dérive de xyste, la partie couverte du gymnase où les athlètes pouvaient s'entraîner l'hiver, désigne à l'époque romaine le président d'une association de sportifs puis, par extension, l'organisateur de jeux,. Seul l'empereur pouvait nommer un xystarche. Le plus souvent, la charge concernait une seule cité, mais les fonctions d'Hermogénès s'étendaient à toute une province, ce qui était très rare et signe de sa grande notoriété.

### Sources littéraires antiques
- Eusèbe de Césarée, Chronique, Livre I, 70-82. Lire en ligne.
- Pausanias, Description de la Grèce [détail des éditions] [lire en ligne] (6, 13, 3).